# El Quer (Susqueda)
El Quer és una masia de Susqueda (Selva) inclosa a l'Inventari del Patrimoni Arquitectònic de Catalunya.

## Descripció
El Quer és un antic mas en runes situat a la vora d'una penya (també anomenada El Quer). Està format per dos cossos diferenciats, una antiga era de batre, diverses fileres de feixes i una bassa i una font als voltants.
Els elements més interessants són els que reflecteixen l'antiga vida agrícola, com ara les feixes de blat, molt estretes degut al gran desnivell del terreny i ara plantades de pins (que tenen uns 50 anys), els dipòsits de blat de fusta i el gran bucoi de vi datat del segle xviii (1779).
Els materials de construcció són la pedra calcària, la rajola i la pedra desbastada per als emmarcaments.
Actualment està enrunat, però és una construcció interessant per observar un exemple d'organització agrícola rural en un indret de difícil accés.

## Història
Els orígens del mas poden ser més antics, però l'edifici actual se situa entre els segles XVII-XVIII segons la data de 1779 inscrita en el bucoi o gran bóta de vi situada dins la casa.
El mas fou abandonat a principis del segle xx.